# Фоча (Турция)
Фоча (греч. Φώκαια, тур. Foça) — город и район в Турции, в провинции Измир. В связи с тем, что в районе имеется город Ени-Фоча («Новая Фоча»), город Фоча часто называют «Эскифоча» («Старая Фоча»). Между этими двумя городами находился древний город Фокея.
Район Фоча находится на побережье Эгейского моря. На северо-востоке он граничит с районом Алиага, на юго-востоке — с районом Менемен.

## История
Город был основан греками-эолийцами в IX веке до н. э. Жители греческой Фокеи были известными мореплавателями.
Эпонимом Фокеи являлось изображение «тюленя» (греч. Φώκη — тюлень) на монетах этого города.
Примечательно, что греки из Фокеи основали в 600 году до н. э. город Массалию (др.-греч. Μασσαλια), сегодняшний Марсель.
Среди колоний Фокеи античные авторы называют и город Амис (ныне Самсун) на Чёрном море.
После Александра Великого город был в составе эллинистических царств. Потом здесь властвовал Рим, а затем тысячелетняя Византийская империя. В XI веке здесь ненадолго утвердился Чака-бей, основав свой бейлик. В начале XIV века территория вошла в состав бейлика Саруханогуллары, с 1455 года — в составе Османской империи.
До 1922 года в городе преобладало его коренное греческое население изгнанное в результате резни в Фокее.

## Галерея

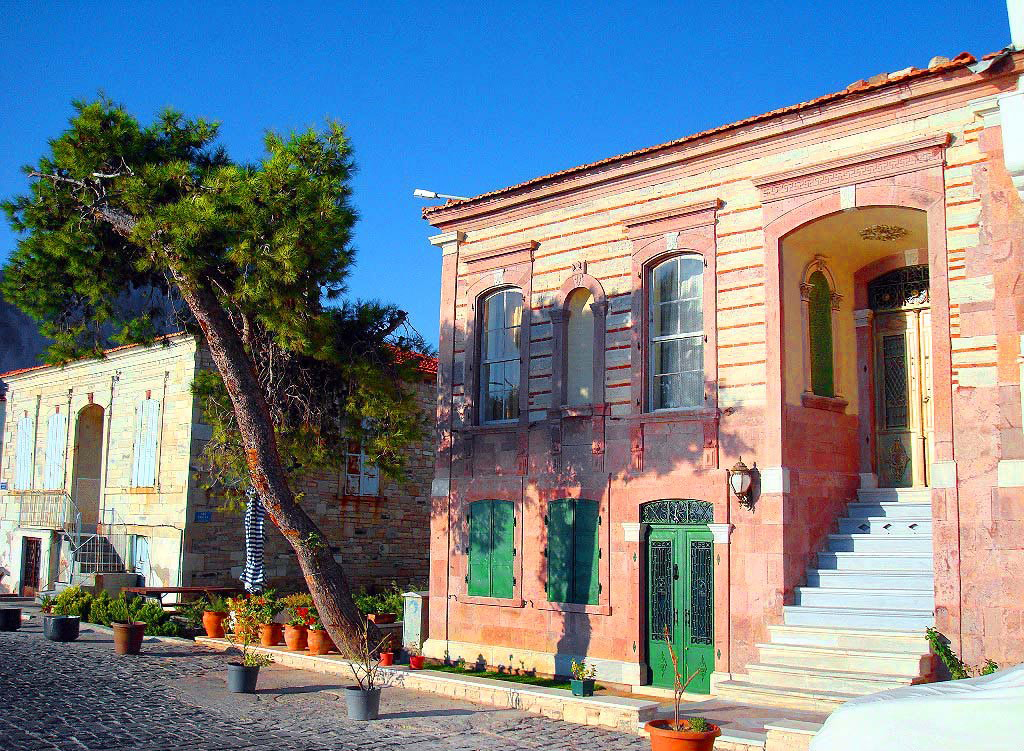
Фоча

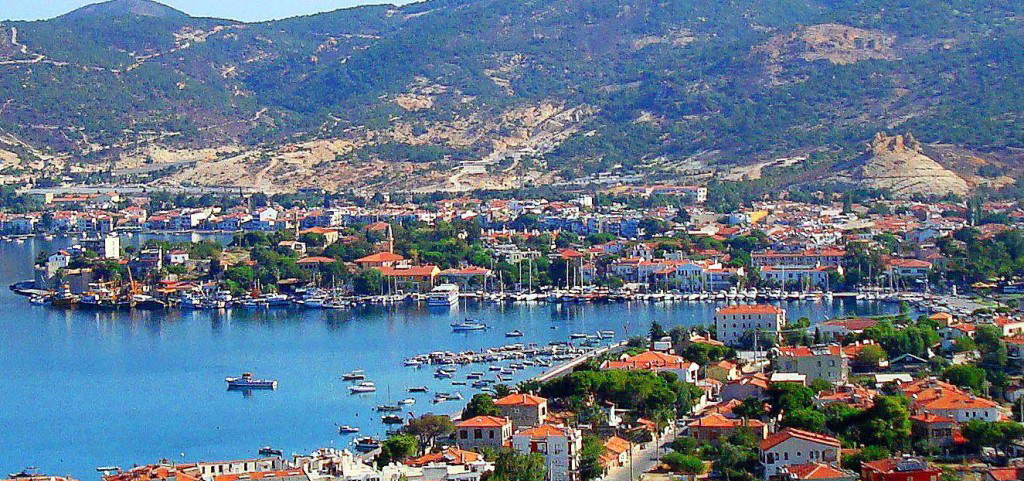
Набережная Фочи